# Bogislav XIV av Pommern
Bogislav XIV av Pommern, född 31 mars 1580 i Barth, död 10 mars 1637 i Stettin, var en pommersk hertig som regerade över det enade Pommern 1625-1637.
Bogislav XIV saknade arvingar, något som aktualiserade fördraget med Brandenburg från 1493 som hans anfader Bogislav X av Pommern hade gjort. Bogislaus ingick dock ett förbund med Sverige och Gustav II Adolf, något som gjorde att Gustav II Adolf betraktade sig som aspirant på området, och vid hans död var hans länder besatta av svenska trupper, samtidigt som Sverige befann sig i krig med Brandenburg.